# Ayacucho Fútbol Club
Ayacucho Fútbol Club es un club de fútbol de la ciudad de Ayacucho, provincia de Huamanga, en el departamento de Ayacucho. Fue fundado el 9 de agosto de 2008 y desde 2025 se desempeña nuevamente en la Liga 1, la máxima categoría del fútbol nacional.

## Historia
El Club Inti Gas Deportes Ayacucho fue fundado el 9 de agosto de 2008 tras adquirirle la categoría de la Segunda División al club Olímpico Somos Perú, participante de la Segunda División desde el año 2000, equipo que en el año 2007 había pasado a denominarse como Loreto FC.
En aquel año 2007 la afición loretana jamás se identificó con el club y su dirigencia buscó un interesado en hacerse cargo para el 2008, apareciendo así en escena el empresario ayacuchano Rofilio Neyra, propietario de la firma Inti Gas, quien le adquirió la categoría desde mayo de 2008, naciendo así el Club Inti Gas Deportes Ayacucho con sede en la ciudad de Huamanga, y que participaría directamente en la Segunda División, pero cuya fundación formal se dio el 9 de agosto de 2008 con el campeonato ya en curso. Sin embargo, como en esta ciudad ya jugaba de local La Peña Sporting Club Cooperativa de Ahorro y Crédito Santa María Magdalena, Inti Gas terminó jugando de local primero en Lima y posteriormente en Ica. 

### 2008: El ascenso a la Primera División
El mismo año de su fundación disputó la Segunda División Peruana 2008 y jugaría en el estadio Picasso Peratta en Ica. El entrenador sería el colombiano Édgar Ospina. En la última fecha del torneo, el club tenía 50 puntos y su más cercano perseguidor, el Total Clean, 49. El último partido fue contra su rival directo y fue jugado en Arequipa (en la tercera rueda el club con mejores resultados previos ante su rival era local, Total Clean ganó 1-0 y empató 2-2 contra Inti Gas) y el Total Clean ganó 2-1 y se quedó con el campeonato. El gol de Inti Gas fue anotado por el capitán Antonio Serrano. Pese a no campeonar, el club ascendió en su primera temporada.

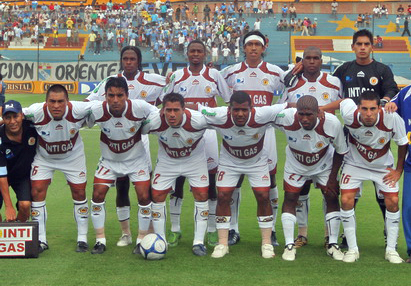
Plantilla de Inti Gas en 2009.

### 2009-2010: Primeros años en el Campeonato Descentralizado
Antes del inicio del torneo, el club cambió de estadio al Estadio Ciudad de Cumaná, estadio que usaría hasta la actualidad. Su primera victoria en la Primera División del Fútbol Peruano se dio el 14 de marzo del 2009 frente a Universitario en Ayacucho, ganando por 1-0. Ese año, el equipo dirigido por Édgar Ospina hizo una buena campaña. Se mantuvo invicto de local por 12 encuentros y estuvo a punto de clasificar a la Copa Sudamericana 2010 (a 3 puntos de la Universidad César Vallejo), además, se mantuvo invicto de local en los cinco encuentros que jugó contra tres grandes del fútbol peruano, siendo así el único equipo en la historia del fútbol peruano, en lograr dicho mérito en su primer año en la Primera División.

En el Campeonato Descentralizado 2010 tendría un desempeño regular quedando noveno con 56 puntos. El jugador colombiano Leonardo Mina Polo fue el tercer máximo goleador en el torneo al anotar 22 goles y sería el máximo anotador del club en un torneo de liga.

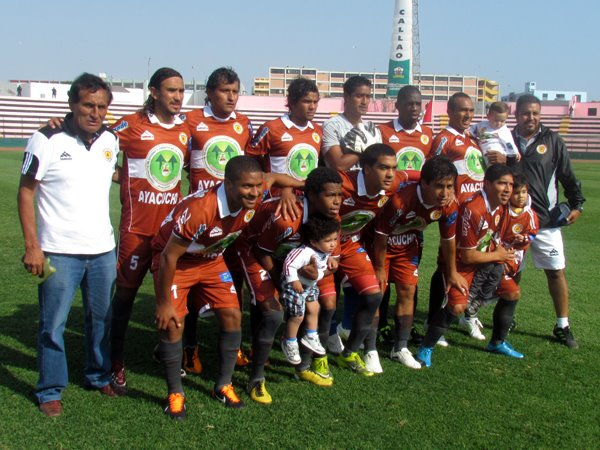
Plantilla de Inti Gas en 2011.

### 2011-2014: Clasificación y primeras participaciones en la Copa Sudamericana
En el Descentralizado 2011, una vez más al mando de Édgar Ospina, logra una buena campaña quedando sexto en la tabla final y accediendo por primera vez, en sus tres años en la máxima división del fútbol peruano, a la Copa Sudamericana 2012, luego de derrotar en Ayacucho a San Martín. 
En el año 2012, quedaría séptimo en el Descentralizado 2012 clasificando por segunda ocasión consecutiva a la Copa Sudamericana 2013. En su primera participación internacional, la Copa Sudamericana 2012, se enfrentaría a Millonarios Fútbol Club empatando 0-0 en Ayacucho y perdiendo 3-0 en Bogotá. Esto significaría que con un global de 0-3 sería eliminado.
En el año 2013, clasificaría por tercera vez consecutiva  a la Copa Sudamericana 2014, quedando otra vez séptimo en el Descentralizado 2013. En la Copa Sudamericana 2013, tendría el mismo destino que el año pasado, al ser eliminado por un global de 0-5 ante el Atlético Nacional colombiano. En Ayacucho perderían 1-0 y en Medellín 4-0.
En el año 2014, el club disputaría el Torneo del Inca 2014 quedando penúltimo en el grupo A, con solo 12 puntos. En el Descentralizado 2014 quedó noveno y falló en clasificar a la Copa Sudamericana 2015. En la Copa Sudamericana 2014 enfrentaría al Caracas FC venezolano. El club ayacuchano perdería 1-0 ambos partidos siendo eliminado con un global de 2-0. Esta copa fue la última participación internacional del club hasta la Copa Sudamericana 2022.

### 2015-2018: Cambio de denominación y pelea por el descenso
A fines del 2014, específicamente el 17 de diciembre, su presidente Rolando Bellido anunció oficialmente que a partir del 5 de enero de 2015 el Club Inti Gas Deportes Ayacucho pasaría a denominarse Ayacucho Fútbol Club con la intención de identificar más al club con el departamento de origen, Ayacucho.
En el año 2015, el club disputó el Torneo del Inca 2015 y el Descentralizado 2015. En el Torneo del Inca 2015 quedaría penúltimo del grupo C con solo 5 puntos de 24 posibles. Al tener el segundo peor promedio (0.63) de puntaje, empezó con -1 la liga. Su desempeño en el descentralizado fue irregular y a falta de una fecha estaba en el puesto 14 con 30 puntos. Abajo suyo tenía a León de Huánuco y Sport Loreto con 29 puntos y al club Cienciano con 28 puntos. En la última fecha enfrentó a su rival directo León de Huánuco y ganó 2-0 en Ayacucho a estadio lleno. Pese a que Cienciano derrotó 3-0 a San Martín, el club ayacuchano salvó la categoría con 33 puntos.
El 2016, Ayacucho FC quedó otra vez al borde del descenso. El Descentralizado 2016 quedó en el puesto 14 con 52 puntos. Ese año el César Vallejo con 46 puntos y Defensor la Bocana con 32 descenderían respectivamente. El club sufrió humillantes derrotas como el 2-5 ante Universitario de local.
El año 2017, en el Descentralizado 2017 quedó con 29 puntos y se le sumaron los 16 que obtuvo en el Torneo de Verano 2017. En el acumulado quedó en la posición 13 a tan solo 7 puntos de descender.
El año 2018, en el Descentralizado 2018, a pesar de tener a Mauricio Montes como uno de los goleadores del torneo, quedó en el puesto 13 de la tabla acumulada con 52 puntos, a solo 13 puntos de la zona de descenso en el puesto 15, el cual obtuvo Sport Rosario de Huaraz.

### 2019-2021: Pelea por los torneos internacionales
El año 2019, en la Primera División 2019 que pasaría a llamarse desde aquel año Liga 1, estuvieron entre los primeros puestos y la mitad de tabla. Llegaron a la última fecha con opciones de clasificar a la Copa Sudamericana 2020, pero el empate 0-0 ante Universidad San Martín y la victoria 4-2 de Melgar ante Cantolao, los hizo dejar fuera de la competición internacional por diferencia de goles. Esa temporada acabaron en el acumulado en el puesto 9 con 47 puntos.
En la Liga 1 2020, Ayacucho FC consiguió realizar la mejor temporada de su historia al terminar en el tercer lugar del campeonato. Si bien tuvo un Torneo Apertura irregular, su mejor versión relució en el Torneo Clausura donde al culminar como primero del grupo, tuvo que enfrentarse a Sporting Cristal por la definición de este segundo torneo corto del año, derrotándolo al vencer en los penales 3-2 tras haber empatado 1-1 durante el partido. Así, fue la primera vez que el cuadro huamanguino conseguía un torneo corto desde su fundación. Además, clasificó a las semifinales de la liga, enfrentando nuevamente al Cristal; pero esta vez carecieron de éxito al caer 2-1 y 1-4 en los duelos. Pese a la derrota, fue suficiente para quedarse con el bronce del certamen clasificando asimismo por primera vez a la Copa Libertadores. 
Llegando a la temporada 2021, cuadro de Ayacucho continuaría con buen rendimiento durante la Liga 1 2021, no mucho como el año pasado, pero suficiente para terminar en la octava posición una vez acabado el campeonato y así clasificar a la Copa Sudamericana 2022. Pero respecto a su ansiado debut en la Copa Libertadores 2021, cayo humillado frente a Grêmio 6-1 en Porto Alegre y 1-2 en Quito (Cabe resaltar que debido a las estrictas restricciones relacionadas con la pandemia de COVID-19 en Perú, no se le permitió al cuadro brasileño ingresar al país), quedando eliminado en la Fase 2 con un global 2-8 en su contra.

### 2022-2024: Descenso e instancia en Liga 2
Para el año 2022 el equipo mostraría su peor versión en años, la campaña fue muy irregular cosechando varias derrotas al hilo. En la Copa Sudamericana 2022 pese a vencer a Sport Boys en la Primera Fase y así clasificar a la fase de grupos, quedarían eliminados ahí nomas en la tercera posición del Grupo D que compartió con São Paulo, Everton y Jorge Wilstermann. Con respecto a la Liga 1 2022, el cuadro acabaría en la última posición en el Torneo Apertura, mientras que en el Torneo Clausura pese a que intento levantar cabeza acabaría 16.º y de esa forma en la Tabla Acumulado terminarían la 17.ª posición, siendo obligados a disputar la revalidación. En dicho juego se enfrentarían a Unión Comercio, rival que terminó subcampeón en la Liga 2 2022; tras perder 3-0 en Tarapoto y ganar solamente 2-1 en Ayacucho, Los Zorros perdían la categoría por primera vez en su historia tras un global 5-1 en su contra y le decían adiós a la máxima división tras 14 ediciones.
En su regreso a la segunda categoría desde 2008 y con un plantel reducido, el cuadro ayacuchano afrontaría la Liga 2 2023 con la mayoría de sus jugadores provenientes de las divisiones menores y reserva del club (Sub-23), lo que mostró su bajo rendimiento durante la temporada, la cual acabaría fuera de toda chance de ascenso tras quedar en décima posición con apenas 25 puntos y 6 partidos ganados.
Llegando a 2024, el equipo disputaría la Liga 2 2024 desde la Zona Sur la cual acabó en tercer lugar, por ende, el derecho jugar la siguiente fase del campeonato y ascenso desde el Grupo B. Sin embargo, no tuvo la suerte para avanzar a los play-offs, esto tras quedar en la penúltima posición del Grupo B y a tan solo 3 puntos de diferencia para clasificar, por lo tanto debía permanecer en Segunda División.

### 2025-Act: Polémico retorno a Liga 1
No obstante, el 30 de octubre de 2024, un juez especializado en la corte superior de justicia fallaría a favor en reponerlo a la Liga 1, esto a pesar a las negativas de la FPF, todo esto se debió a una reducción de puntos para el club Sport Boys lo cual hubiera cambiado la tabla de posiciones de la Liga 1 2022 y que provocaría la permanencia de Ayacucho FC en Primera División donde culminaria en la posición 16º de la tabla acumulada. Finalmente un mes después, el 28 de noviembre de 2024, en medio de un comunicado de la cuenta oficial del club, se notifico que ambas partes llegaron a un acuerdo en la que devolvieron a Los Zorros a la Liga 1 desde la temporada 2025. Ese mismo año, el club pasa del Estadio Municipal de Huanta al Estadio Las Américas para el Torneo Clausura.

## Indumentaria y patrocinador principal
| Periodo         | Patrocinador |
| --------------- | ------------ |
| 2012            | Walon        |
| 2013            | Real         |
| 2014 - 2015     | Walon        |
| 2016 - presente | Real         |

| Periodo     | Patrocinador                                                             |
| ----------- | ------------------------------------------------------------------------ |
| 2008        | Inti Gas                                                                 |
| 2009        | Ajegroup                                                                 |
| 2010        | Inti Gas                                                                 |
| 2011 - 2015 | Cooperativa de Ahorro y Crédito de la Federación de Mercados de Ayacucho |
| 2016        | Cooperativa de Ahorro y Crédito San Cristóbal de Huamanga New Athletic   |
| 2017        | New Athletic                                                             |
| 2018        | Autofinanciado                                                           |
| 2018 - 2021 | Cooperativa de Ahorro y Crédito Santa María Magdalena                    |

## Uniforme
El arquitecto Ángeles Oré Bautista, fue el diseñador del uniforme oficial, propuso colores que identifican a la textilería andina, incorporando diseños de la iconografía Wari (figuras geométricas como el cuadrado y ondas) que representan la máxima expresión de la cultura e historia ayacuchana.
- Uniforme titular: camiseta, pantalón y medias blancas con detalles anaranjados.
- Uniforme alternativo: camiseta, pantalón y medias negras con detalles anaranjados y blancos.

### Evolución del uniforme

#### Titular
| 2008 - 2010 | 2011 | 2012 | 2013 | 2014 | 2015 | 2016 | 2017 | 2018 | 2019 |

| 2020 | 2021 | 2022 | 2023 | 2024 | 2025 |  |

#### Alternativo
| 2008-2009 | 2010 | 2011 | 2012 | 2013 | 2014 | 2015 | 2016 | 2017 | 2018 |

| 2019 | 2020 | 2021 | 2022 | 2023 | 2024 | 2025 |  |

#### Tercera
| 2020 | 2025 |  |

## Datos del club
- Fundación: 9 de agosto de 2008
- Temporadas en 1.ª división: 14 (2009 - 2022; 2025 - Act.)
- Temporadas en 2.ª división: 2 (2008; 2023 - 2024)
- Mayor goleada conseguida:
  - En campeonatos nacionales de local: Ayacucho FC 7:0 Carlos Stein (29 de agosto de 2023)
  - En campeonatos nacionales de visita:
    - Alianza Lima 1:4 Inti Gas (11 de mayo de 2013)
    - Cienciano 1:4 Ayacucho FC (29 de febrero de 2020)
    - José Gálvez 0:3 Inti Gas (24 de octubre de 2009)

  - En campeonatos internacionales de local: Ayacucho FC 2:0  Sport Boys (9 de marzo del 2022)
  - En campeonatos internacionales de visita:  Jorge Wilstermann 0:2 Ayacucho FC (13 de abril del 2022)
- Mayor goleada recibida:
  - En campeonatos nacionales de local:
    - Ayacucho FC 2:5 Universitario (7 de febrero de 2016)
    - Inti Gas 1:4 Universidad San Martín (6 de marzo de 2010)
    - Ayacucho FC 0:3 Melgar (13 de febrero de 2016)

  - En campeonatos nacionales de visita: Sporting Cristal 6:0 Ayacucho FC (4 de noviembre de 2018)
  - En campeonatos internacionales de local: Ayacucho FC 0:2  Everton (18 de mayo del 2022)
  - En campeonatos internacionales de visita:  Grêmio 6:1 Ayacucho FC (10 de marzo del 2021)
- Mejor puesto en 1.ª división: 3.º (2020)
- Peor puesto en 1.ª división: 17.º (2022)
- Mejor puesto en 2.ª división: 2.º (2008)
- Peor puesto en 2.ª división: 9.º (2024)
- Máximo goleador del club: Mauricio Montes (43 goles)

### Participaciones internacionales
| Torneo                           | Ediciones               |
| -------------------------------- | ----------------------- |
| Copa Libertadores de América (1) | 2021.                   |
| Copa Sudamericana (4)            | 2012, 2013, 2014, 2022. |

### Por competición
| Torneo                       | Temp. | PJ | PG | PE | PP | GF | GC | Dif. | Pts. | Mejor desempeño |
| ---------------------------- | ----- | -- | -- | -- | -- | -- | -- | ---- | ---- | --------------- |
| Copa Libertadores de América | 1     | 2  | 0  | 0  | 2  | 2  | 8  | -6   | 0    | Segunda fase    |
| Copa Sudamericana            | 4     | 14 | 2  | 2  | 10 | 9  | 21 | -12  | 8    | Fase de grupos  |
| Total                        | 5     | 16 | 2  | 2  | 12 | 11 | 29 | -18  | 8    | —               |

## Goleadores
El goleador histórico de Ayacucho FC es Mauricio Montes con 48 goles hasta la actualidad, jugador emblemático de la Liga 1 Movistar y de Ayacucho FC.

## Entrenadores
- Édgar Ospina: 2008 - 2009. Subcampeón de la Segunda División Peruana y clasificación a la Primera División Peruana
- José Torres: 2010
- Édgar Ospina: 2010 - 2012. Clasificación a la Copa Sudamericana
- César Tabares: 2012 - 2013
- Rolando Chilavert: 2013 - 2014. Clasificación a la Copa Sudamericana
- Carlos Leeb: 2014 - 2015
- Fredy García: 2015
- Hugo Iervasi: 2015
- Nolberto Tullo: 2015
- Javier Soriano (Interino) 2015
- Édgar Ospina: 2015 - 2016
- Carlos Leeb: 2016
- Francisco Melgar: 2017
- Carlos Leeb: 2017 - 2018
- Duilio Cisneros: 2018
- Juan Rodríguez (Interino) 2018
- Mario Viera: 2018 - 2019
- Gerardo Ameli: 2020. Clasificación a la Copa Libertadores de América
- Walter Fiori 2021. Clasificación a la Copa Sudamericana
- Alejandro Apud: 2022
- Marcelo Vivas: 2022
- Édgar Ospina: 2022
- Oseias Messias de Souza: 2023
- Jose Colatti: 2023 - 2024.
- Édgar Ospina: 2025.
- Luis Islas: 2025.
- Sergio Castellanos: 2025 - act.

## Estadio y sedes
El club tiene su Complejo Deportivo: "El Libertador", ubicado en el centro poblado de Uchuypampa (a 3,000 m s. n. m.), localizado en el distrito de Tambillo, (Huamanga, Ayacucho), que posee tres campos de fútbol de medidas oficiales (105x67 cm.), césped natural y cuenta con un sistema de riego tecnificado, incluyendo las canchas accesorias para la reserva y el fútbol femenino. En este complejo, el club ha iniciado la construcción de su Estadio propio:
```
"[...] Estamos empezando a trabajar más que todo la gradería". [...] El presidente de Ayacucho FC, explicó que: "La capacidad sería de 5 mil personas [...]"
[
12
]
```

Así, este club andino se convertiría en el primero aparte de clubes de la costa peruana en tener su Estadio propio, anticipándose a proyectos de diversos clubes peruanos como Sporting Cristal, Unión Huaral, FBC Melgar, Cusco FC, entre otros. Actualmente los clubes Universitario de Deportes (con dos Estadios y uno tercero en construcción), Alianza Lima, AELU, Country Club El Bosque, Regatas Lima y César Vallejo, son los únicos seis clubes peruanos con Estadio propio, a ellos se sumaría pronto el Ayacucho FC.
Ayacucho Fútbol Club tiene su sede institucional en el Jr. Libertad 497 cruce con Jr. Lima en la ciudad de Ayacucho, la cual se ubica sus oficinas. También cuenta con oficinas en la ciudad de Lima.
- Localía Principal

El Estadio Ciudad de Cumaná fue un recinto deportivo para la práctica del fútbol y el atletismo en todas sus pruebas, se encontraba ubicado dentro del Complejo Deportivo Venezuela, en la ciudad de Huamanga, distrito de Ayacucho, provincia de Huamanga y  región de Ayacucho. Está situado a 2 mil 746 m s. n. m. El recinto es propiedad del Instituto Peruano del Deporte de Ayacucho, siendo utilizado por Ayacucho FC para disputar sus partidos de local.
Fue inaugurado en 1974, con motivo del sesquicentenario de la gloriosa Batalla de Ayacucho, y se llama Ciudad de Cumaná en honor al pueblo natal del Mariscal Antonio José de Sucre, Cumaná. La República Bolivariana de Venezuela fue la encargada de hacer realidad esta obra, ya que corrió con todos los gastos de su ejecución. Posee una capacidad para 15 mil espectadores.
Desde el año 2009 hasta la actualidad viene albergando la mayoría de partidos de local de Ayacucho FC en la Primera División del Fútbol Peruano y también fue uno de los escenarios oficiales de la Copa Sudamericana en sus ediciones 2012, 2013 y 2014.
- Localía Alternativa

El Estadio Municipal Manuel Eloy Molina Robles, Coloso de Matará o Estadio Municipal de Huanta está ubicado en la ciudad, distrito y provincia de Huanta, región de Ayacucho a 2 mil 627 m s. n. m. Este recinto deportivo tiene una capacidad de aforo de 7 mil 500 espectadores y posee tres tribunas (occidente, oriente y norte). Es la sede alterna de Ayacucho FC y fue construido en el año de 1974 en un terreno de la familia Jáuregui e inaugurado al año siguiente. A partir de su apertura fue testigo de un sinnúmero de eventos deportivos.
El Estadio Ciudad de las Américas está ubicada en la ciudad de Ayacucho, provincia de Huamanga en el departamento de Ayacucho. Está situada a 2 mil 761 m.s.n.m. Este recinto deportivo tiene una capacidad de 8 000 espectadores. Cuenta con dos tribunas (occidente y oriente). Es la segunda sede alterna, construida para los Juegos Bolivarianos del 2024. A finales de julio del 2025, el club se muda a este estadio. 

## Camiseta y Mascota
La camiseta fue diseñada por un joven arquitecto llamado Ángeles Oré Bautista, el cual se inspiró en la cultura Wari, con iconografía de su textilería y cerámica de dicha cultura. Los colores de la camiseta tiene identidad de la cultura de Ayacucho, que es el blanco, naranja y negro. Los jugadores del club son conocidos como los zorros, es por ello que la mascota del club es un zorro andino. Llamado Atuq (zorro, en quechua), el apelativo de zorro, hace referencia a la característica de wallpa sua (roba gallina) del zorro andino.

## Palmarés

### Torneos nacionales
| Competición nacional            | Títulos | Subcampeonatos |
| ------------------------------- | ------- | -------------- |
| Torneo Clausura (1/0)           | 2020.   |                |
| Segunda División del Perú (0/1) |         | 2008.          |

### Torneos nacionales juveniles
- Subcampeón Torneo de Promoción y Reserva (1): 2022.